# Désert volcanique

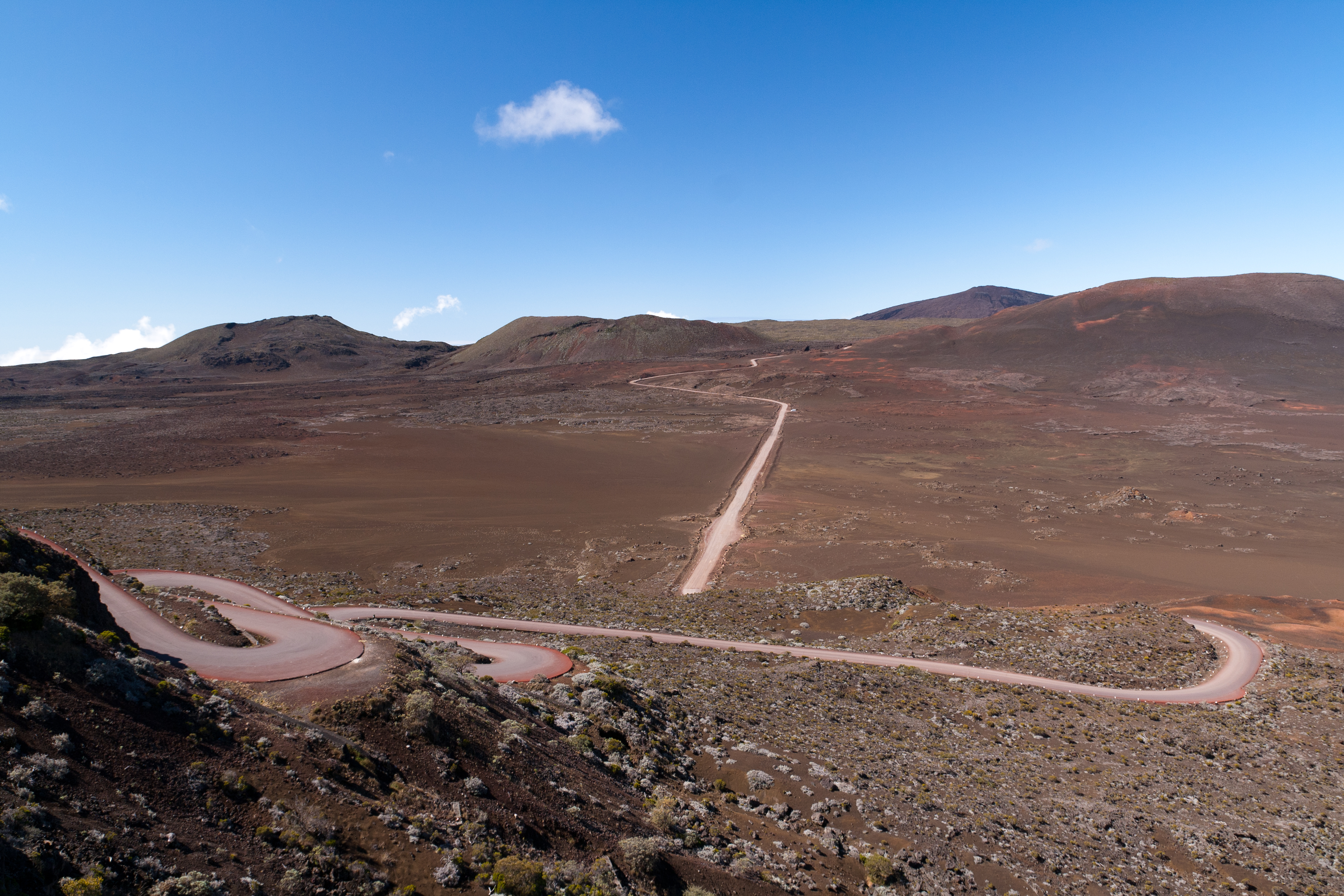
La Plaine des Sables, un désert volcanique à La Réunion.

Un désert volcanique est une région naturelle dépourvue de végétation due à la nature volcanique de ses sols et non faute de précipitations.

## Exemples
- Hautes Terres d'Islande, en Islande.
- Désert de Kaʻū, aux États-Unis.
- Plaine des Sables, en France.
- Pumice Desert, aux États-Unis.
- Désert de Rangipo, en Nouvelle-Zélande.
- Ura-sabaku, au Japon.